# Kitajski narodni muzej čaja
Kitajski narodni muzej čaja (kitajsko: 中国茶叶博物馆; pinjin: Zhōngguó Cháyè Bówùguǎn) je v mestu Hangdžov v provinci Džedžjang na Kitajskem.
Razstavni prostor je posvečen gojenju, umetnosti in degustaciji čaja na Kitajskem. Razstave prikazujejo proizvodnjo čaja in različne vrste čaja. Razstave so v kitajskem in angleškem jeziku.

## Predstavitveni prostori
Muzej je sestavljen iz petih delov: glavne razstavne dvorane, učilnice za kitajsko čajno umetnost, japonske čajnice, korejske čajnice, dvorane za kaligrafijo in dvorane za kitajsko slikarstvo.
Muzej se razprostira na 3,7 hektarja čajnih plantaž s paviljoni, ribniki in cvetličnimi potmi. Njegova razstavna pot se vije skozi šest razstavnih dvoran, ki ločeno prikazujejo zgodovino, keramične zbirke (čajne posode iz dinastij Tang, Song, Ming in Čing), shranjevanje čaja, različne vrste čaja, čajne običaje iz vsakega zgodovinskega obdobja in regije ter napise znanih obiskovalcev.
Muzej je ustvaril tudi ducat čajnih ceremonij, kot so zen čaj, čajna ceremonija Zahodnega jezera, mleti čaj, kmečki čaj itd., ki se izvajajo v muzeju, pa tudi v Pekingu, Šanghaju, Guangdžovu in v drugih državah, vključno z Japonsko, Vietnamom, Avstralijo in Nemčijo.